# Phyllophaga halffteriana
Phyllophaga halffteriana är en skalbaggsart som beskrevs av Moron 1992. Phyllophaga halffteriana ingår i släktet Phyllophaga och familjen Melolonthidae. Inga underarter finns listade i Catalogue of Life.